# Maggino Gabrielli

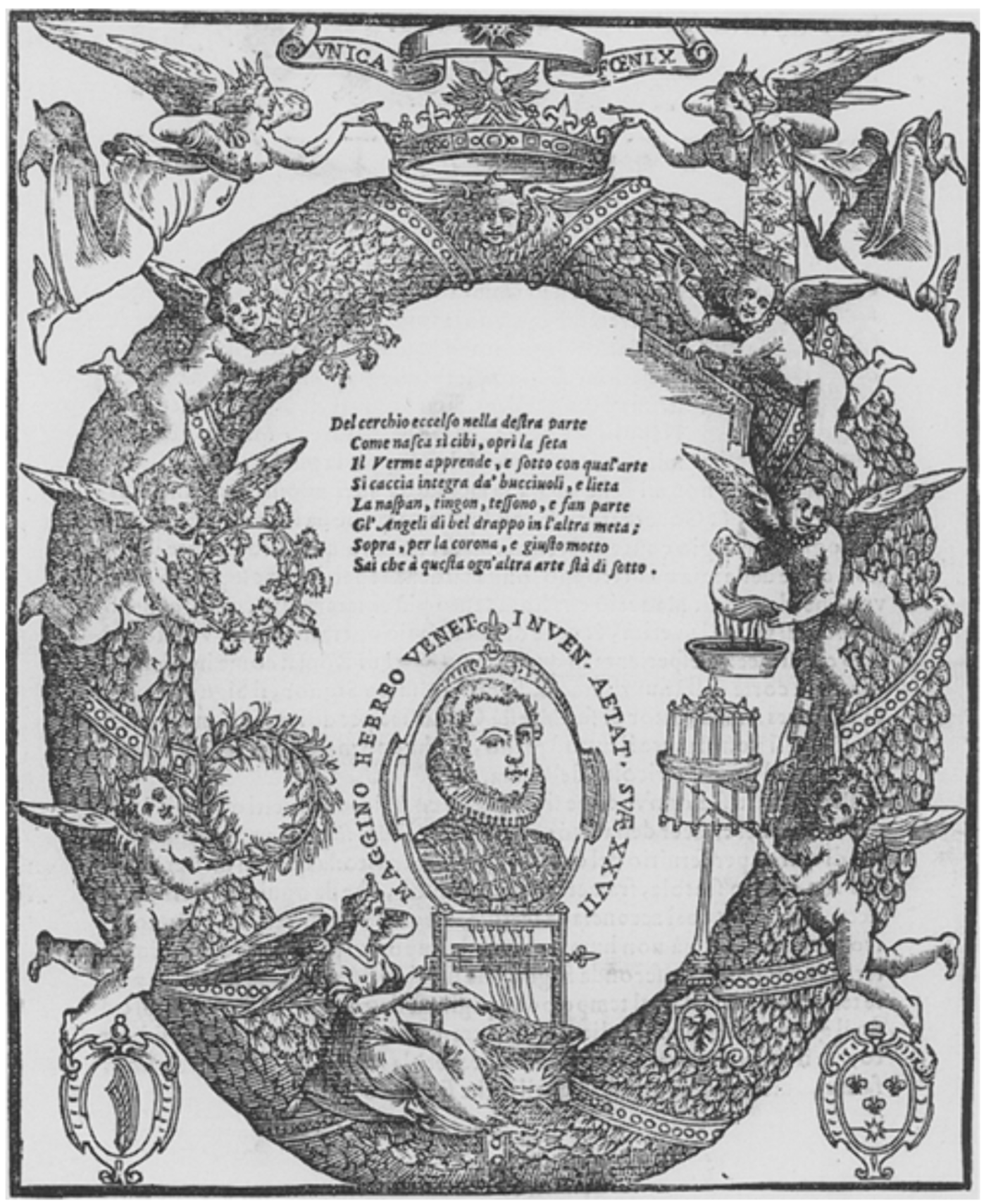
Anonimo, Magino di Gabrielli, xilografia frontespizio, da Magino di Gabrielli, Dialoghi, Roma, 1588. Biblioteca Apostolica Vaticana, Città del Vaticano, Roma, Capponi II 74, p. ix.

Maggino Gabrielli (Mantova, 1551 – dopo 1595) è stato un imprenditore e inventore italiano.

## Biografia
Noto anche come Meïr Di Gabriele Magino o Mazo di Gabriel, Gabrielli iniziò a produrre cristalli e specchi in tutto lo Stato Pontificio per le vetrate delle chiese di Roma nel 1588. Ottenne il monopolio sulla produzione della seta nel 1587. Dopo la morte di papa Sisto V andò alla corte dei Medici, ma dovette affrontare proteste e si dimise, trasferendosi infine nel ducato di Lorena, dove fondò una "Compagnia per il Commercio Orientale". Il suo obiettivo era quello di creare una rete di depositi commerciali in tutte le terre germaniche, ma tornò in Italia e morì poco dopo mentre accompagnava il granduca di Toscana in una campagna militare contro i turchi. 
Collaborò con Abramo Colorni e Giovan Battista Guidoboni. Ottenne diversi brevetti da Venezia, Firenze, dal Papa e dal Re di Spagna per capitalizzare le sue invenzioni legate alla seta. La sua attività consisteva in una rete di partnership per la produzione di tessuti di seta, panni di lana, fili d'oro e vetro, con laboratori a Livorno, Pisa e Firenze. Possedeva anche una cartiera e un'azienda agricola per l'allevamento dei bachi da seta in Toscana. Nel 1593 ottenne un brevetto dal governo fiorentino per la produzione di olio di lino.

## Pubblicazioni
Dialoghi di M. Magino Gabrielli hebreo venetiano sopra l'utili sue inventioni circa la seta, (trattato sulla sericoltura), Roma, 1588.

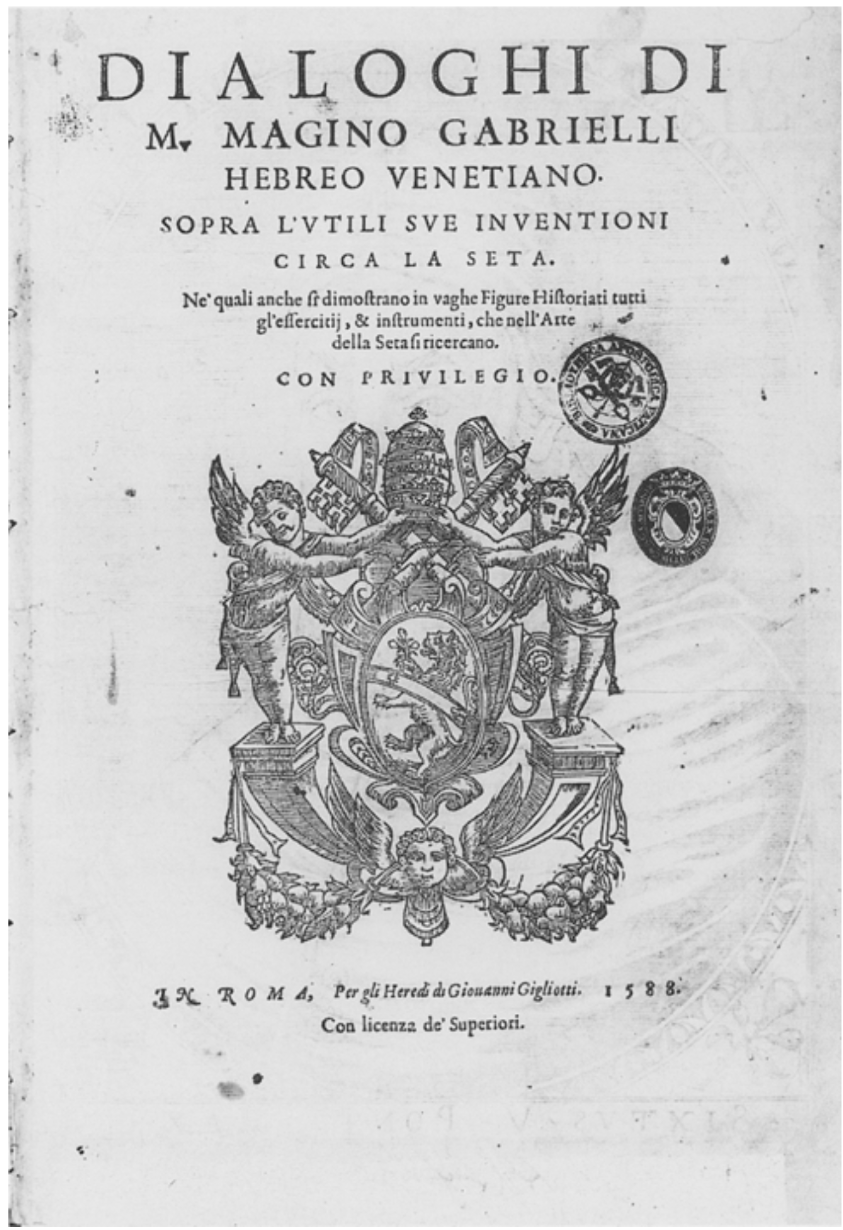
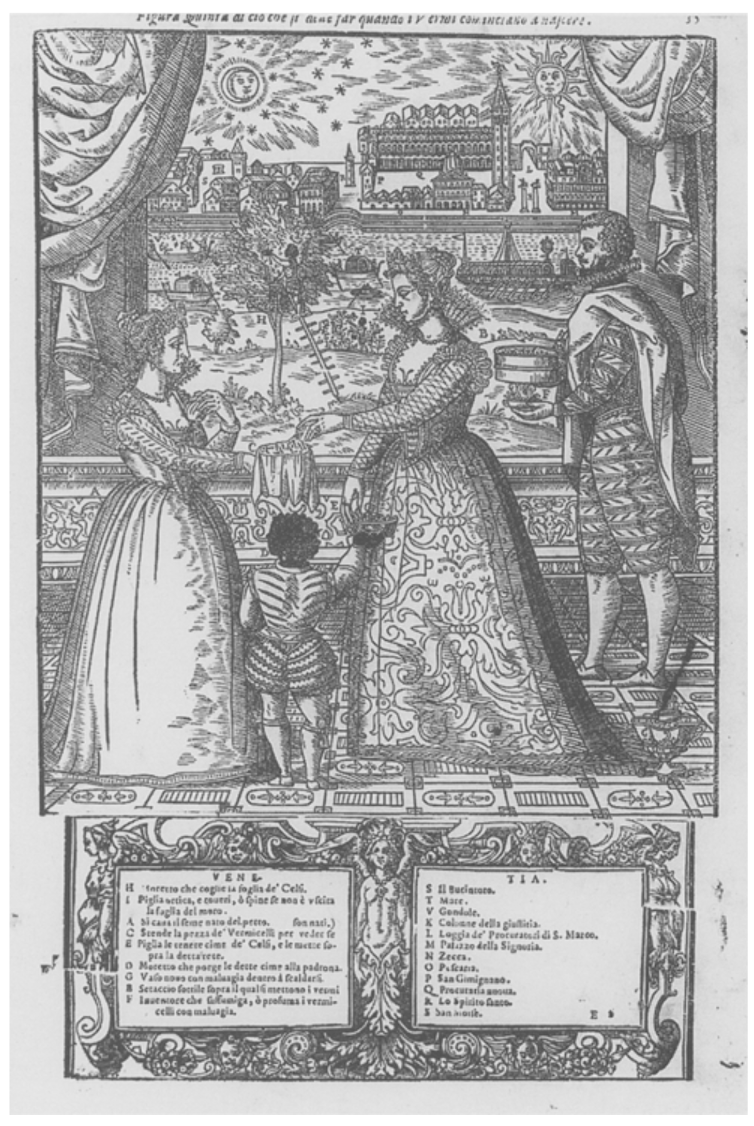
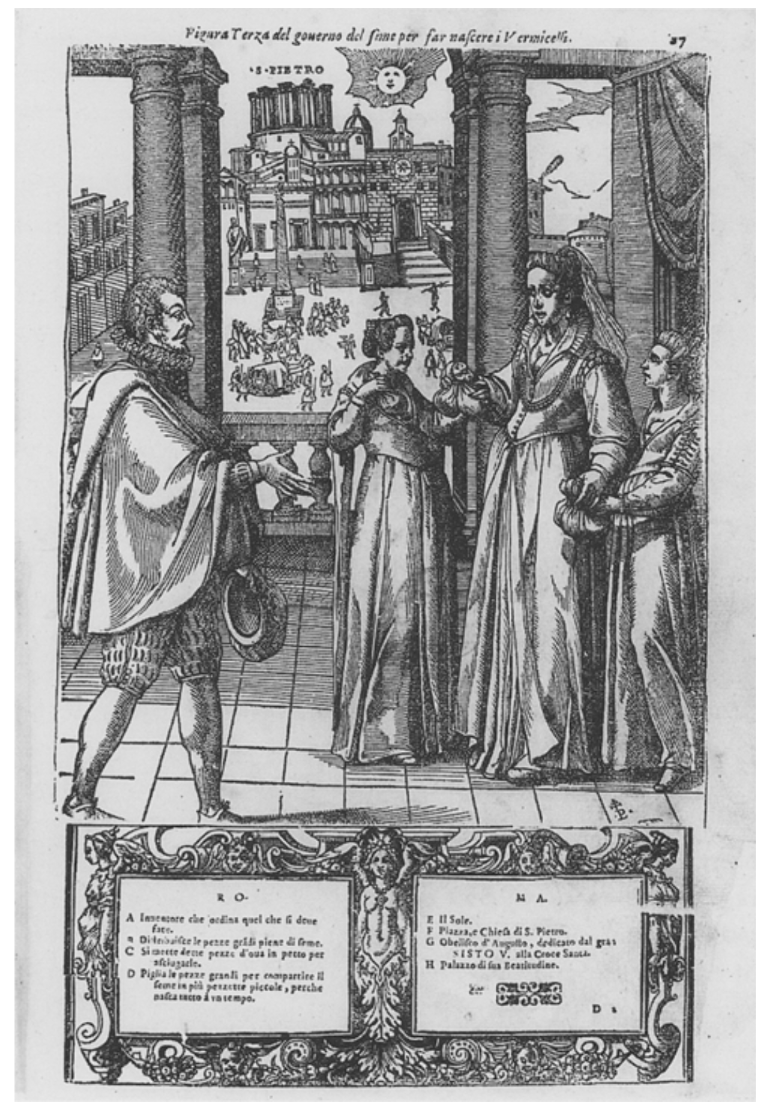
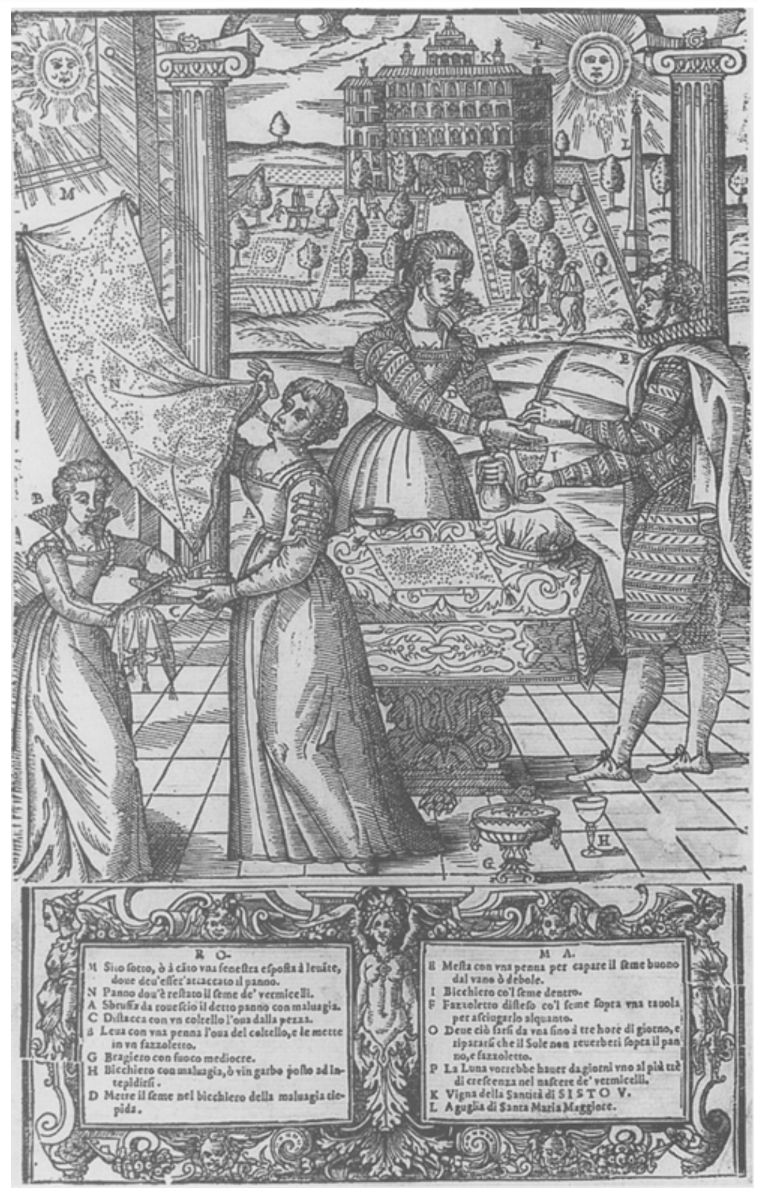